# Пурмеренд
Пурмеренд (хол. Purmerend) је град у Холандији, у покрајини Северна Холандија. Према процени из 2008. у граду је живело 78.431 становника.

## Становништво
Према процени, у граду је 2008. живело 70.284 становника.
| 1980.  | 1990.  | 2000.  | 2008.  |
| ------ | ------ | ------ | ------ |
| 32.565 | 58.718 | 70.284 | 78.431 |